# Pfarrkirche St. Magdalena (Wildon)

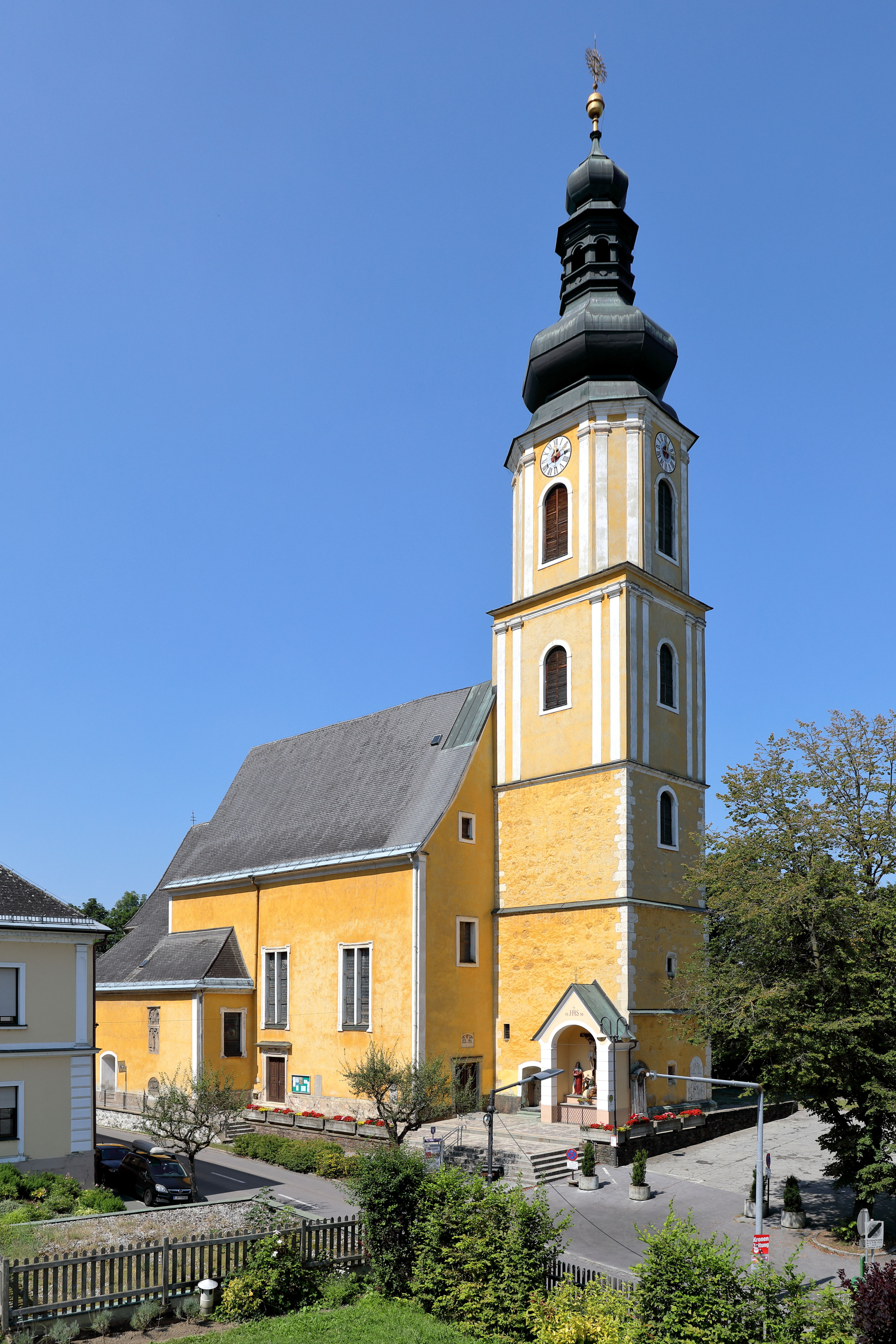
Die Pfarrkirche von Wildon

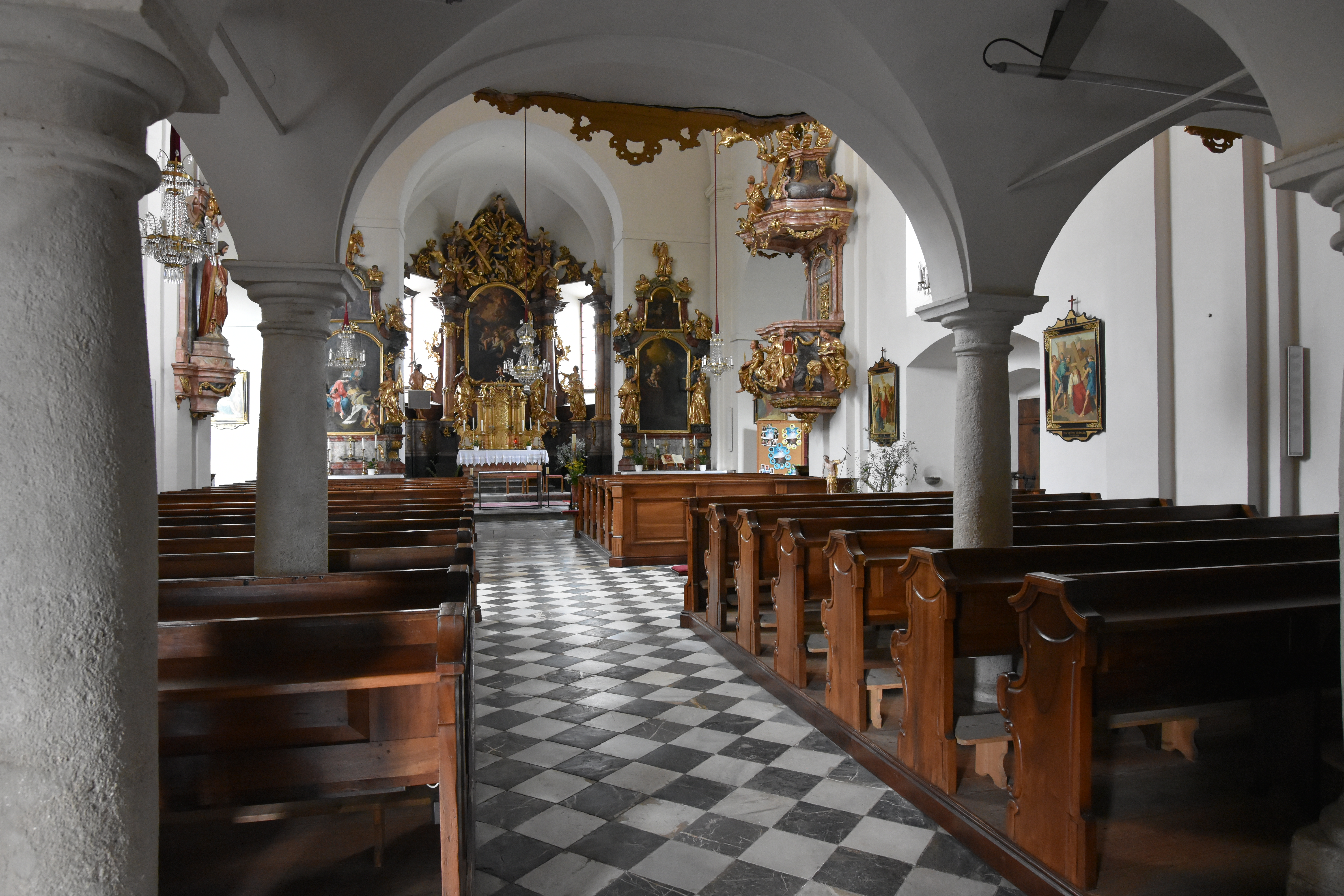
Der Innenraum der Kirche

Die römisch-katholische Pfarrkirche St. Magdalena in Wildon in der Steiermark ist eine Barockkirche des Grazer Baumeisters Franz Isidor Carlone.

## Geschichte
Die Herren von Wildon, deren erste Generation anfänglich auf der Riegersburg lebte, brachten um 1174 von dort das Patrozinium Maria Magdalena nach Wildon mit.
Die erste urkundliche Nennung von Kirche und Pfarre stammt von 1252. Von der gotischen, nach Osten orientierten Kirche ist der Turm aus dem späten 15. Jahrhundert erhalten (Jahreszahl 1487 an der Nordseite). 1671 bis 1676 wurde der Kirchenbau bei dem Um- und Neubau durch den Barockbaumeister Franz Isidor Carlone nach Westen ausgerichtet. Das Untergeschoß des Turmes – heute Aufbahrungsraum – mit einer spätgotischen Tür. In diese wurde wohl auch die noch 1606 neben der Magdalenenkirche genannte Katharinenkapelle der Herren von Waldstein auf den Burgen „Ful“ und „Hengst“ am Schlossbergabhang miteinbezogen. Die Kreuzigungskapelle an der Südseite des Turmes könnte an sie erinnern.

## Altarraum

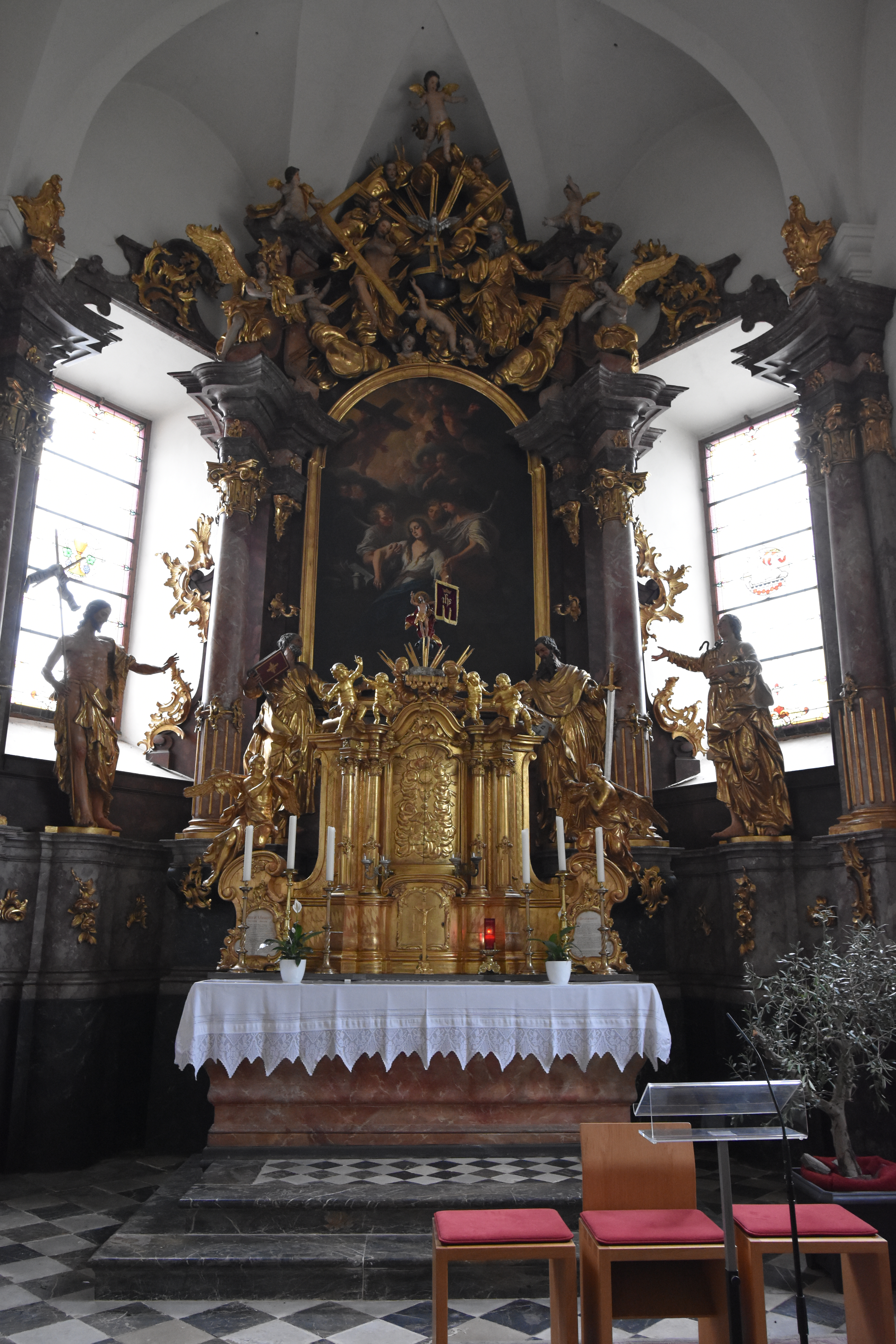
Der Hochaltar

Den Rokoko-Hochaltar errichtete im Jahre 1766 der Grazer Bildhauer und Tischlermeister Veit Königer, das Hochaltarbild „Tod der Hl. Maria Magdalena“ ist ein Meisterwerk des Hanns Adam Weißenkircher (1646–1695), Hofmaler der Fürsten von Eggenberg, die seit 1624 Herren auf Oberwildon waren.
Die überlebensgroßen Statuen neben dem Hochaltar stellen links den Hl. Johannes Baptist und den Hl. Petrus, rechts den Hl. Paulus und den Hl. Johannes Evangelist dar. Der vergoldete Tabernakel in der Mitte ist freistehend.
Der Volksaltar wurde im Zuge der Kirchenrenovierung 2003 von Architekt Wolfgang Feyferlik gestaltet und symbolisiert Abendmahltisch, Kreuzigungsfelsen und Grab Christi.

## Seitenaltäre
Der Altar auf der Südseite trägt das Bild des sterbenden Hl. Josef, darüber ein kleines Bild: Christus beim Letzten Abendmahl, Brot austeilend. An Statuen sind zu sehen der Hl. Michael, die Hl. Luzia, die Hl. Apollonia, der Hl. Donatus und der Hl. Florian.
Der Altar auf der Nordseite trägt das Bild des Hl. Antonius von Padua, darüber ist die Anbetung der Hirten dargestellt. Die Statuen: Schutzengel, Hl. Ambrosius, Hl. Nikolaus, Hl. Johannes von Nepomuk und Hl. Johannes von Gott.

## Seitenkapellen
An den Enden des Querschiffes befinden sich im Süden die Kapellen der ehemaligen, barocken Rosenkranzbruderschaft bzw. der Pestbruderschaft Sebastiani und Rochi im Norden. Den ehemaligen Rosenkranz-Altar ersetzt heute eine Darstellung der von der Erbsünde freien Mutter Christi (Immaculata), zu beiden Seiten des Tabernakels stehen Engel. Oberhalb befindet sich ein Bild der Hl. Barbara. Die Statuen: Hl. Dominikus, Hl. Katharina von Siena, Hl. Isidor, Hl. Notburga, am Gesims Hl. Thomas von Aquin und Hl. Raymund von Peñaforte.
Das Altarbild der nördlichen Seitenkapelle stellt die beiden Heiligen Sebastian und Rochus dar, darüber befindet sich ein Bild der Hl. Katharina. Die Statuen: Hl. Gregor, Hl. Augustinus, Hl. Aloysius, Hl. Cäcilia, am Gesims Hl. Ignatius und Hl. Franz Xaver.

## Kanzel, Taufstein und Orgel

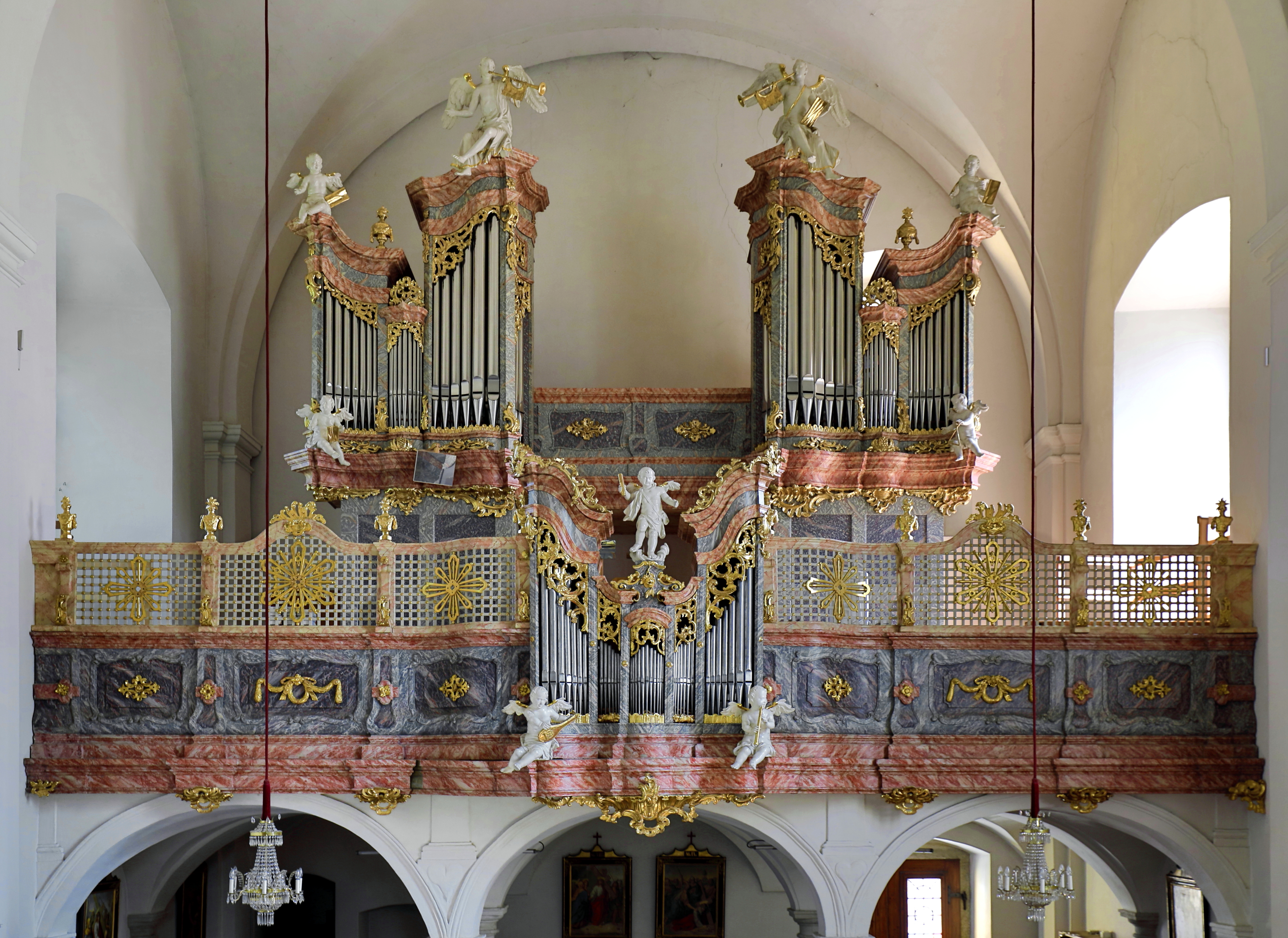
Orgel mit einem Prospekt aus dem 18. Jahrhundert

Die imposante Kanzel, das Orgelgehäuse und die Orgelbrüstung, alles Werke aus der ersten Hälfte des 18. Jahrhunderts, wurden 1784 aus dem von Kaiser Joseph II. aufgehobenen Karmeliterkloster in Graz erworben.
Am Kanzelkorb befinden sich Statuen der vier Evangelisten sowie ein Relief mit der Schutzmantelmadonna. Auf dem Schalldach ist in wunderbarer Bildhauerarbeit der im Pferdegespann zum Himmel fahrende Prophet Elias dargestellt, vor ihm der in die Knie sinkende Elisäus. Gegenüber der Kanzel ersetzt eine Herz-Jesu-Statue aus dem 19. Jahrhundert die vormals hier gestandene Dismas-Statue aus dem Grazer Karmeliterkloster.
Durch eine Neuaufteilung des Kirchengestühls auf der rechten Seite konnte im Jahre 2003 mit dem vorhandenen spätgotischen Taufstein ein neuer Taufplatz vor dem Nordportal geschaffen werden.
Das jetzige Orgelwerk baute die Orgelbaufirma Reinisch-Pirchner im Jahre 1988.

## Grüfte, Friedhof, Grabdenkmäler
Unter der Kirche befinden sich die heute verschollene sog. „Rittergruft“ (im Bereich des Turmes) sowie die anlässlich des Neubaues in den 1670er Jahren errichtete neue Gruft, in der der Pfarrklerus und Honoratioren des Marktes beigesetzt wurden. Kaiser Joseph II. verbot dies nach 1780 und ordnete zudem die Verlegung des die Kirche umgebenden Friedhofes an. Die Pfarre Wildon kam dieser Vorschrift erst 1831 durch den Erwerb des Friedhofsgeländes auf den sog. „Hofbauer-Gründen“ in Kainach bei Wildon nach.
Besonders erwähnenswert sind neben dem Grabstein für Pfarrer Mathias Sebastian Peichl († 1738) im Kircheninneren einige Grabsteine an der äußeren Kirchenmauer: An der Ostseite des Turmes das zweiteilige Grabmonument des Maximilian Leysser (1489–1555), kaiserlicher Geheimrat und Oberster Feldzeugmeister der niederösterreichischen Lande, sowie der Grabstein für den Advokaten Dr. Josef Edlen von Griendl († 1804), Herr auf Oberwildon und Verordneter der steirischen Landstände.
Über dem Hauptportal ein Grabstein des wohl protestantischen Wildoner Ratsbürgers und Gastwirts Hans Teckhinger († 1561) mit seiner Mahnung: „TRINCKH UND IJS UND GOTT NIT FERGIS! TU BRINGNEST NIT VON ALLER DEINER HAB TAN NUR AIN TUECH IN DAS GRAB.“ Straßenseitig der auch wegen seiner Darstellung der Wildoner Burgen interessante Grabstein für den Grazer Gastwirt Franz Hofstätter, der offensichtlich 1757 in Wildon bei einem Kutschenunfall ums Leben kam. Das große Grabmonument nach dem südlichen Seiteneingang ist jenes des Christoph Nell, Besitzer des Wildoner Freihauses (heute Schloss), aus dem frühen 17. Jahrhundert.

## Kirchturm
Der mächtige Kirchturm an der Ostseite ist über 66 Meter hoch und brannte 1727 bis zum Hallengewölbe ab, wobei auch die Glocken und die Uhr zerstört wurden. Die danach neu angeschafften Glocken mussten im Ersten Weltkrieg, ihre Nachfolger von 1922 im Zweiten Weltkrieg abgegeben werden. Die 1949 aufgezogenen vier Glocken wurden 1993 durch neue ersetzt, gespendet von privater Hand.

## Geschichte der Pfarre Wildon
Das Christentum gelangte schon in den ersten Jahrhunderten nach Christ Geburt über römische Kaufleute und Soldaten nach Österreich, eine systematische Missionierung erfolgte erst seit dem 7. und 8. Jahrhundert von Aquileia und Salzburg aus. Seelsorger sind in Wildon namentlich erstmals für das Jahr 1252 nachweisbar, als ein Pfarrer Berengar und ein Priester Konrad eine Urkunde bezeugten. In den Burgen Alt- und Neuwildon am Schlossbergplateau befanden sich eine Michaels- bzw. eine Johanneskapelle (mit Kaplan).
Wildon war bis 1743 ein Vikariat der Mutterpfarre Sankt Lorenzen am Hengsberg, seit 1218/19 im Bistum Seckau gelegen. Der Pfarrsprengel erstreckte sich anfangs über den Markt, Unterhaus und Kainach, ehe 1750 die Ortschaften links der Mur (Teile der ehemaligen Gemeinde Stocking) und 1779 Weitendorf (Steiermark) eingepfarrt wurden. Von 1785 bis 1970 war Wildon Sitz eines Landdekanates. Der Pfarrhof in seiner heutigen Gestalt stammt aus dem Jahre 1855.